# Матлахове
Матла́хове —  село в Україні, в Сумській області, Роменському районі. Населення становить 264 особи. Входить до складу Роменської міської громади. До 2020 орган місцевого самоврядування - Великобубнівська сільська рада.

## Географія
Село Матлахове розташоване на лівому березі річки Олава, неподалік від її витоків, нижче за течією на відстані 2 км розташоване село Чижикове, на протилежному березі селище Талалаївка Чернігівської області.
Село складається із 3 частин, що розташовані на відстані 1.5 км.
Поруч автомобільний шлях Т 2515, залізниця - станція Талалаївка.

## Історія
Село постраждало внаслідок геноциду українського народу, проведеного урядом СРСР 1923-1933 та 1946-1947 роках.
12 червня 2020 року, відповідно до розпорядження Кабінету Міністрів України № 723-р «Про визначення адміністративних центрів та затвердження територій територіальних громад Сумської області», село увійшло до складу Роменської міської громади.
19 липня 2020 року, в результаті адміністративно-територіальної реформи та ліквідації Роменського району(1930—2020), увійшло до складу новоутвореного Роменського району.

## Політика

### Парламентські вибори, 2019
На позачергових парламентських виборах 2019 року у селі функціонувала окрема виборча дільниця № 590488, розташована у приміщенні об’єкту дозвіллевої роботи.
Результати
- зареєстровано 103 виборці, явка 71,84%, найбільше голосів віддано за «Слугу народу» — 43,84%, за Всеукраїнське об'єднання «Батьківщина» — 21,92%, за Радикальну партію Олега Ляшка — 9,59%[3]. В одномандатному окрузі найбільше голосів отримав Максим Гузенко (Слуга народу) — 36,99%, за Віктора Ладуху (Всеукраїнське об'єднання «Батьківщина») — 21,92%, за Анатолія Кобзаренка (самовисування) — 12,33%[4].

## Соціальна сфера
- Будинок культури.

## Пам'ятки
- Могила[d] П. П. Хандоги — повного кавалера ордена «Слава»;